# Peter Blair
Peter Blair (né le 14 février 1932 à Cleveland dans l'Ohio) est un lutteur américain spécialiste de la lutte libre. Il participe aux Jeux olympiques d'été de 1956 et remporte la médaille de bronze en combattant dans la catégorie des poids mi-lourds (79-87 kg).

## Palmarès

### Jeux olympiques
- Jeux olympiques de 1956 à Melbourne,  Australie
  -  Médaille de bronze.